# Gymnarrhena micrantha
Gymnarrhena micrantha là một loài thực vật có hoa trong họ Cúc. Loài này được Desf. mô tả khoa học đầu tiên năm 1818.